# El retablo de las maravillas
El «Retablo de las maravillas» es uno de los ocho entremeses escritos por Miguel de Cervantes y Saavedra y publicados en el tomo Ocho comedias y siete entremeses nunca representados, de 1615.
La historia es una versión de un cuento oriental anónimo[cita requerida] que tuvo variadas realizaciones en occidente, desde uno de los cuentos de El conde Lucanor («De lo que contesció a un rey con los burladores que ficieron el paño») hasta «El traje nuevo del Emperador» que recopiló Hans Christian Andersen. En el «Retablo de las maravillas» de Cervantes, unos pícaros (Chanfalla, el propietario del retablo, y su compañera Chirinos) entran en un pueblo con la idea de ofrecerles una función insólita.
En el retablo (teatro pequeño en el que los actores son marionetas) se verá una historia con la particularidad de que no puede ser vista por hijos bastardos o por gente de sangre no pura, es decir, por aquel que no fuese cristiano viejo y tuviese ascendencia mora o judía (tan de acuerdo con los estatutos de limpieza de sangre de la época).
El espectador, consciente de que están timando a los asistentes, incluyendo a las autoridades, se divierte por la crítica de costumbres que supone esta trama. Acaba el entremés con la llegada de un militar que exige al poder político municipal alojamiento para sus exhaustos soldados. Al no conocer el supuesto poder del retablo no le importa decir que no ve nada. Ante esto los timados comienzan a mofarse de él y, afrentado, se enfada, con el desenlace de entremés a palos.
Esta obra cervantina es un buen ejemplo del entremés del teatro español del Siglo de oro; pieza breve, de un solo acto, dispuesta para ser representada entre acto y acto de una obra teatral, es de carácter jocoso y burlesco, con mucho movimiento y griterío de los personajes.

## Personajes
- Chanfalla
- Rabelín

- Chirinos
- Gobernador
- Benito Repollo
- Teresa Repollo[3]
- Juan Castrado
- Juana Castrado[3]
- Pedro Capacho[3]
- Furrier[3]
- Sobrino de Benito[3]
- Otra gente del pueblo[3]